# Reginaldo Ramires
Reginaldo Ramires de Oliveira Albertino (ur. 25 kwietnia 2001 w Olímpii) – brazylijski piłkarz występujący na pozycji napastnika, od 2024 roku zawodnik łotewskiego Riga FC.